# Hươu mũ lông
Hươu mũ lông (tiếng Hán: 毛冠鹿, phiên âm Hán Việt: Mao quan lộc), danh pháp hai phần: Elaphodus cephalophus, là một loài hươu nhỏ đặc hữu tại Trung Quốc. Phân bố tại các tỉnh Thiểm Tây, Thanh Hải, An Huy, Vân Nam, Quảng Đông, Tứ Xuyên, Quý Châu, Phúc Kiến, Chiết Giang, Hồ Bắc.

## Hình ảnh

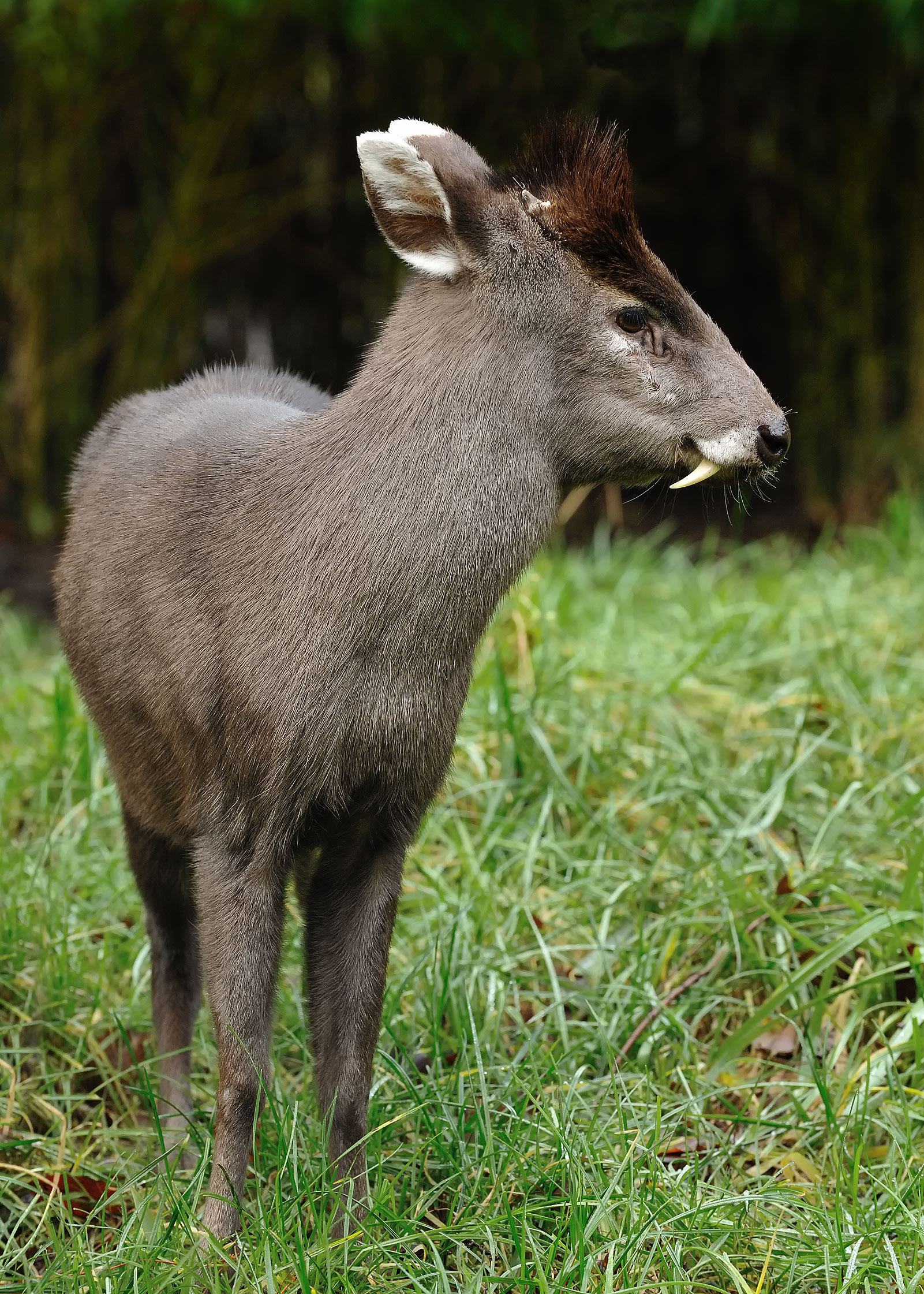
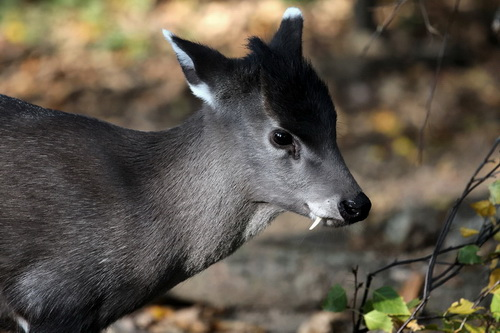
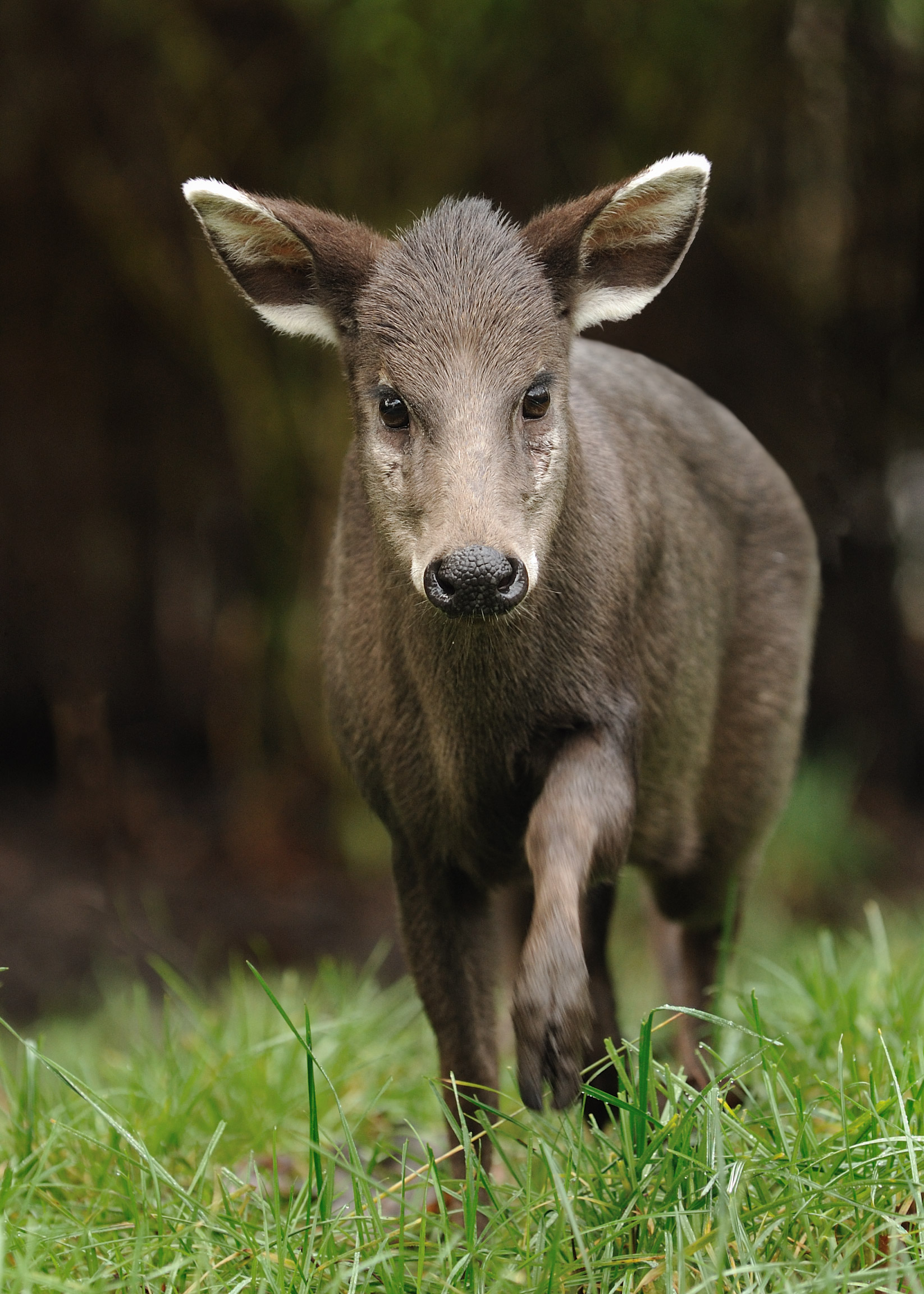